# Eugen Barbu
Eugen Barbu (n. 20 februarie 1924, București, România – d. 7 septembrie 1993, București, România) a fost un scriitor, jurnalist, scenarist, pamfletar, polemist și politician român, director de reviste, membru corespondent al Academiei Române și laureat al premiului Herder. A devenit un personaj controversat datorită legăturilor sale cu regimul comunist, acuzațiilor de plagiat în unele opere literare și implicării în campaniile de propagandă naționalistă, xenofobă și antisemită.

## Biografie
Fiul scriitorului și jurnalistului Nicolae Crevedia, Eugen Barbu a terminat Facultatea de Litere a Universității București în 1947, după ce o perioadă de timp studiase dreptul la aceeași Universitate. Unii cercetători afirmă că, anterior, ar fi absolvit și școala de jandarmi. După perioada studiilor a lucrat ca jurnalist pentru presa de stânga, fiind parte a aparatului de cenzură comunist.
Eugen Barbu a fost corector la Întreprinderea poligrafică (1950) și revizor la Casa Scânteii (1953). În 1963, Eugen Barbu a fost numit la conducerea revistei Luceafărul, timp în care au fost atacați în revistă mai toți scriitorii buni de atunci. Acționând oarecum în contrasens cu spiritul momentului, care era acela al unei relative liberalizări, Barbu a fost înlocuit la conducerea revistei, în 1968, cu Ștefan Bănulescu. Înființează cenaclul Nicolae Labiș (1963), în care au debutat majoritatea poeților generației 60. 
În 1969, Eugen Barbu a fost ales membru supleant al CC al PCR. În anul 1974, după obținerea premiului Herder, l-a desemnat bursier pe Corneliu Vadim Tudor. În 1975, Eugen Barbu a devenit deputat în Marea Adunare Națională. Din 1970 până în 1989, Eugen Barbu a condus revista Săptămîna. A fost membru corespondent al Academiei RSR (1974).
Se implică în atacuri verbale, deseori având un ton „obscen”, împotriva intelectualilor ce au fugit din România comunistă și a scriitorilor ce erau critici față de regimul comunist.
A fondat și condus revistele Săptămâna și România Mare.
A înființat, alături de Corneliu Vadim Tudor, partidul cu doctrină naționalistă România Mare, pe care l-a reprezentat în Parlamentul României în legislatura 1992-1996. După decesul său din 1993, Eugen Barbu a fost înlocuit de către deputatul Ion Duțu.
A fost căsătorit cu actrița Marga Barbu.

## Opera literară
Debutează cu pseudonimul Eugen Rabe și Eugen Baraba la revistele Epigrama, Gluma, Păcală, Veselia (1941-1945). Debut propriu-zis: ziarul Fapta, condus de Mircea Damian, cu un pamflet (1946). A debutat cu volumul de nuvele „Munca de jos” (publicată mai întâi în Viața Românească, și apoi republicată la Editura Tineretului sub titlul Gloaba). A scris apoi romanele Groapa, Șoseaua Nordului, Săptămâna nebunilor, Princepele (foarte disputat, ca fiind plagiat, volum ce a fost însoțit de mai multe volume intitulate Caietele principelui, un soi de șantier al creației), Ianus (publicat postum). A fost laureat al premiului Herder. A primit Premiul Ion Creangă al Academiei Române (1969) și Premiul Uniunii Scriitorilor (1975).
Traduce sau stilizează traduceri brute din Panait Istrati (cu care se consideră congener), Dostoievski, Thomas Mann, Faulkner. 
A lăsat și un Jurnal.
A fost căsătorit cu actrița Marga Barbu pentru care a creat, în calitate de scenarist, seria filmelor cu haiducii lui Mărgelatu, în care aceasta juca alături de Florin Piersic.
A fost implicat în două scandaluri de plagiat: Principele (1969) și Incognito III (1978).
Eugen Barbu este exemplul tipic de contradicție dintre om și operă. Dacă despre om se poate spune că a fost „patibulo digno”, „opusul” său rezistă oricăror atacuri, de care nici n-a fost scutit. Într-un fel, scriind, Eugen Barbu exersează continuu, uneori chiar prin opere constituite, în permanentă căutare a cărții ideale. Chiar și unele romane poartă marca provizorie a nefinitului.

## Distincții
- Ordinul Muncii clasa a III-a (12 august 1959) „pentru activitate rodnică în dezvoltarea științei și culturii din Republica Populară Romînă”[25]
- Ordinul „Steaua Republicii Populare Romîne” clasa a IV-a (10 august 1964) „pentru merite deosebite în opera de construire a socialismului, cu prilejul celei de a XX-a aniversări a eliberării patriei”[26]
- Ordinul „Steaua Republicii Socialiste România” clasa a II-a (4 mai 1971) „cu prilejul aniversării a 50 de ani de la constituirea Partidului Comunist Român, [...] pentru merite deosebite în opera de construire a socialismului”[27]
- Ordinul „23 August” clasa a II-a (20 august 1984) „pentru contribuția deosebită adusă la înfăptuirea politicii Partidului Comunist Român de făurire a societății socialiste multilateral dezvoltate în patria noastră, cu prilejul celei de-a 40-a aniversări a revoluției de eliberare socială și națională, antifascistă și antiimperialistă”[28]

## Opere publicate

### Nuvele și povestiri
- Gloaba, 1955;
- Tripleta de aur, 1956;
- Oaie și ai săi, 1958;
- Patru condamnați la moarte, 1959;
- Tereza, 1961;
- Prânzul de duminică, 1962;
- Vânzarea de frate, 1968;
- Martiriul Sfântului Sebastian, 1969;
- Miresele, 1975;

### Romane
- Balonul e rotund, 1956;
- Unsprezece, 1956;
- Groapa, 1957;
- Șoseaua Nordului, 1959;
- Facerea lumii, 1964;
- Principele, 1969;
- Incognito I-IV, 1975 -1980; (incognito)
- Săptămâna nebunilor, 1981;
- Ianus, 1993;

### Reportaje
- Pe-un picior de plai, 1957;
- Cât în 7 zile, 1960;
- Cu o torță alergând în fața nopții, 1972;

### Memorialistică, eseuri, critică, proiecte literare
- Jurnal, 1966;
- Măștile lui Goethe, 1967;
- Foamea de spațiu, 1969;
- Jurnal în China, 1970;
- Caietele Princepelui I-VI, (1972-1981);
- O istorie polemică și antologică a literaturii române, 1976;

### Teatru (listă incompletă)
Piesele sunt adunate în volumul Teatru
- Să nu-ți faci prăvălie cu scară, 1959;
- Labyrintul, 1967

### Versuri
- Osânda soarelui, 1968;

## Scenarii de film
Scrie scenarii de film din seria Haiducilor, dar și altele, bazate pe opere literare proprii, dar și ale altora. 
- Haiducii (1966) - împreună cu Nicolae Paul Mihail și Mihai Opriș
- Răpirea fecioarelor (1968) - împreună cu Mihai Opriș și Dinu Cocea
- Răzbunarea haiducilor (1968) - împreună cu Mihai Opriș și Dinu Cocea
- Haiducii lui Șaptecai (1971) - împreună cu Mihai Opriș
- Zestrea domniței Ralu (1971) - împreună cu Mihai Opriș
- Facerea lumii (1971)
- Săptămîna nebunilor (1971) - împreună cu Mihai Opriș și Dinu Cocea
- Tatăl risipitor (1974)
- Bietul Ioanide (1980)
- Drumul oaselor (1980) - împreună cu Nicolae Paul Mihail
- Trandafirul galben (1982) - împreună cu Nicolae Paul Mihail
- Misterele Bucureștilor (1983) - împreună cu Nicolae Paul Mihail
- Masca de argint (1985) - împreună cu Nicolae Paul Mihail
- Colierul de turcoaze (1986) - împreună cu Nicolae Paul Mihail
- Totul se plătește (1987) - împreună cu Nicolae Paul Mihail

## Traduceri
- Thomas Mann, Doctor Faustus, împreună cu Andrei Ion Deleanu
- William Faulkner, Orașul
- William Faulkner, Casa cu coloane
- J.B. Priestley, Fundătura îngerilor, împreună cu Andrei Ion Deleanu

## Eugen Barbu, critic de artă

### Panait Istrati
Readuce în literatura română opera lui Panait Istrati.

### Eugen Barbu despreSabin Bălașa
- Articolul Teatrul Național, în ziarul România Liberă, 1 octombrie 1970
- Articolul Un premiu, în ziarul România Liberă, 22 aprilie 1971
- Articolul Culturale, în ziarul România Liberă, 3 februarie 1972
- Articolul Tot ce pictează înseamnă Mit, în ziarul Scânteia tineretului, 28 noiembrie 1982

## Citate
- „... odată terminată o carte, ea devine un glonț scăpat din pușcă, nu-l mai poți întoarce.”[29]